# Омельничье (Козельщинский район)

Омельничье (укр. Омельниче) — село,
Козельщинский поселковый совет,
Козельщинский район,
Полтавская область,
Украина.
Код КОАТУУ — 5322055105. Население по переписи 2001 года составляло 348 человек.

## Географическое положение
Село Омельничье находится на правом берегу реки Рудька,
выше по течению на расстоянии в 3 км расположено село Квиты,
на противоположном берегу — пгт Козельщина.
На расстоянии в 0,5 км расположено село Павловка.

## Экономика
- ЧП «Славутич».

## Объекты социальной сферы
- Школа I ст.